# بلينفيلد (فيرمونت)
بلينفيلد (بالإنجليزية: Plainfield, Vermont)‏ هي بلدة تقع بولاية فيرمونت في الولايات المتحدة. تبلغ مساحتها 54.5 (كم²)، وترتفع عن سطح البحر 334 م، بلغ عدد سكانها 1243 نسمة في عام 2010 حسب إحصاء مكتب تعداد الولايات المتحدة .

## وصلات خارجية
- www.plainfieldvt.us
- The US50 - Cities and Towns in Vermont State
- Vermont Cities and Towns, Facts, Map, Flag, Colleges, Government, and More